# Knife Angel
Knife Angel (lett. "angelo dei coltelli") è una grande scultura dell'artista Alfie Bradley del 2018, conservata presso il British Ironwork Centre di Oswestry, nel Regno Unito. Nata come riflessione sul tema della violenza, ha le fattezze di un angelo composto da oltre 100 000 coltelli, alcuni dei quali utilizzati per compiere aggressioni e crimini correlati.

## Storia
Negli anni 2010, reduce dal successo dello Spoon Gorilla, una scimmia ricoperta da 40 000 cucchiai, il British Ironwork Center commissionò al londinese Alfie Bradley una scultura che fosse un «memoriale per coloro le cui vite sono state colpite da un crimine da coltello» e, più in generale, una riflessione sul tema della violenza. Bradley iniziò a lavorare all'opera tra il 2015 e il 2016. Dopo aver ottenuto il permesso del governo inglese, rivestì un corpo centrale in acciaio di oltre 100.000 coltelli e armi da taglio, confiscati da 43 sedi della polizia britannica o contenuti in appositi bidoni per la raccolta di tali oggetti, opportunamente puliti e disinfettati. Knife Angel venne terminato dopo oltre due anni di lavoro nel 2018 (nel 2017 secondo altre fonti). La scultura giunse a pesare oltre tre tonnellate; il costo della sua realizzazione risulta essere di 500 000 sterline.
A partire dal dicembre 2019 venne esibita in diverse città del Regno Unito, tra cui Liverpool, Hull, Coventry, Birmingham, Middlesbrough e Southend-on-Sea per far riflettere sul tema della violenza.

## Accoglienza
Sebbene sia oggi considerata l'attrazione principale del British Ironwork Centre, Knife Angel ha ricevuto giudizi controversi. Venne criticata da Paddy Tipping, politico e commissionario di polizia, secondo il quale sembra una «mostruosa effige di Lucifero, odiatore dell'umanità, convinto adesso di poter scoraggiare i crimini da coltello». A differenza di quanto accadde con altre città inglesi, il consiglio comunale di Nottingham si rifiutò di esibire l'opera; il suo ex presidente Jon Collins affermò che, sebbene fosse "bella", vi erano altre priorità. David Whitfield del Nottingham Post mette in discussione, ma non in un'ottica negativa, la natura "artistica" della scultura: sostiene infatti che si tratti in realtà di un "fantasioso espediente", il quale è riuscito ad adempiere nel suo scopo di commemorare delle vittime di violenza. Secondo un attivista di nome Roger Henry, la scultura «è più di un semplice monumento».
La scultura di Bradley ha inoltre diviso le famiglie delle vittime. Se alcune di esse l'hanno tacciata di essere immorale e si sono pertanto opposte alla sua esposizione, altre si sono dichiarate favorevoli alla sua presentazione. Molti parenti delle vittime hanno inserito nelle ali della scultura dei messaggi personali.